# جیمز ای. کیسی
جیمز ای. کیسی (انگلیسی: James E. Casey) (زاده ۲۹ مارس ۱۸۸۸ - درگذشته ۶ ژوئن ۱۹۸۳) کارآفرین، بازرگان و مدیر ارشد اجرایی آمریکایی ایرلندی‌تبار بود، که در سال ۱۹۰۷ شرکت یونایتد پارسل سرویس را تأسیس نمود.